# Kdegraphics
kdegraphicsは、グラフィックを扱う KDE のソフトウェアパッケージである。

## プログラムリスト
- Gwenview - 画像ビュアー
- KColorChooser
- KColorEdit - パレットエディタ
- KDVI - DVI ビュアー
- KFax
- KGamma
- KGhostView - PostScript/PDF ビュアー
- KIconEdit - アイコンやロゴの作成ソフト
- Kooka - スキャンプログラム
- KolourPaint - 画像の作成ソフトで、KPaint を置き換えるもの
- KPDF - PDF ビュアー
- KPovModeler - POV-Ray に対する 3D モデラー
- KRuler - スクリーン定規
- KSnapshot - スクリーンショット作成ソフト
- KuickShow - 画像ビュアー
- KView - 画像ビュアー
- kio kamera - Konqueror で kamera:/ スタイルの URL を使ってデジタルカメラからの画像を見たり、ダウンロードするためのソフト
- Okular - 汎用のドキュメントビュアーで KPDF を置き換えるもの